# Lubnica
Lubnica (izvirno srbsko Лубница) je naselje v Srbiji, ki upravno spada pod Mesto Zaječar; slednja pa je del Zaječarskega upravnega okraja.

## Demografija
V naselju živi 867 polnoletnih prebivalcev, pri čemer je njihova povprečna starost 46,1 let (44,0 pri moških in 47,9 pri ženskah). Naselje ima 370 gospodinjstev, pri čemer je povprečno število članov na gospodinjstvo 2,84.
Prebivalstvo je večinoma nehomogeno, a v času zadnjih treh popisov je opazno zmanjšanje števila prebivalcev.
|  |

| Demografija | Demografija     | Demografija     |
| Leto        | Št. prebivalcev | Št. prebivalcev |
| ----------- | --------------- | --------------- |
|             |                 |                 |
|             |                 |                 |
|             |                 |                 |
|             |                 |                 |
| 1948        | 2020            |                 |
| 1953        | 1944            |                 |
| 1961        | 2176            |                 |
| 1971        | 2004            |                 |
| 1981        | 1664            |                 |
| 1991        | 1452            | 1365            |
| 2002        | 1145            | 1052            |
|             |                 |                 |

| Etnična sestava po popisu iz leta 2002 | Etnična sestava po popisu iz leta 2002 | Etnična sestava po popisu iz leta 2002 | Etnična sestava po popisu iz leta 2002 | Etnična sestava po popisu iz leta 2002 |
| -------------------------------------- | -------------------------------------- | -------------------------------------- | -------------------------------------- | -------------------------------------- |
| Srbi                                   | Srbi                                   |                                        | 586                                    | 55,70%                                 |
| Vlahi                                  | Vlahi                                  |                                        | 374                                    | 35,55%                                 |
| Jugoslovani                            | Jugoslovani                            |                                        | 11                                     | 1,04%                                  |
| Bolgari                                | Bolgari                                |                                        | 9                                      | 0,85%                                  |
| Hrvati                                 | Hrvati                                 |                                        | 8                                      | 0,76%                                  |
| Muslimani                              | Muslimani                              |                                        | 6                                      | 0,57%                                  |
| Romi                                   | Romi                                   |                                        | 5                                      | 0,47%                                  |
| Črnogorci                              | Črnogorci                              |                                        | 4                                      | 0,38%                                  |
| Makedonci                              | Makedonci                              |                                        | 3                                      | 0,28%                                  |
| Romuni                                 | Romuni                                 |                                        | 1                                      | 0,09%                                  |
| Madžari                                | Madžari                                |                                        | 1                                      | 0,09%                                  |
| Neznano                                | Neznano                                |                                        | 5                                      | 0,47%                                  |